# Kalifat (TV-serie)
Kalifat är en svensk TV-serie som hade premiär på SVT1 och SVT Play den 12 januari 2020. Seriens första säsong bestod av åtta avsnitt. För idén till serien stod Wilhelm Behrman, som skrev seriens manus och synopsis ihop med Niklas Rockström. För regin svarade Goran Kapetanović.
Serien använder thrillerformatet för att skildra religiös fanatism i Sverige och Syrien, och även religiösa som kämpar mot fanatism. Den handlar om fem kvinnor, vars öden vävs samman. Pervin försöker med sin dotter fly från IS-ockuperade ar-Raqqah, där hon bor med sin make Husam som har koppling till IS. Hon tar kontakt med Säpo-agenten Fatima, och tipsar henne om ett planerat terrordåd i Sverige i utbyte mot flykthjälp åter till Sverige. Samtidigt blir tonårssystrarna Suleika och Lisha, liksom kompisen Kerima, övertygade av elevassistenten Ibrahim om att resa ner till ar-Raqqah. Gizem Erdogan och Amed Bozan vann årets manliga och kvinnliga skådespelerska i en tv-produktion under Kristallen 2020.

## Handling
Serien tar sin början i september 2015 då den på arbetsplatsen mer eller mindre utfrysta Säpo-agenten Fatima får ett samtal från Pervin. Pervin har följt med sin make Husam för anslutning till terrorgruppen Islamiska statens (IS) kalifat i Syrien. Hon vill dock fly tillbaka till Sverige. När Pervin berättar om att Husam och andra IS-svenskar planerar ett terrordåd i Sverige blir Fatima intresserad. För att rädda sin karriär kräver Fatima att Pervin spionerar på dem för att ge henne hjälp att fly, något som IS-krigaren Ahmed fattar misstankar om.
I Järva bor två tonårssystrar, Sulle och Lisha som är 15 och 13 år gamla, och deras kompis Kerima, 15. De saknar kunskap om islam men börjar intressera sig för både politisk och religiös islam, "den sanna vägen", efter att ha reagerat på Israel–Palestina-konflikten och på negativ beskrivning av islam i västmedia. Vägledda av elevassistenten Ibbe, fundamentalistisk islamist med koppling till IS, och av reklamvideor som framställer Islamiska staten som ett paradis, låter de sig radikaliseras och erbjudas en fribiljett till kalifatet. Systrarnas sekulariserade föräldrar upplever en vanmakt när deras barn glider iväg in i extremism.

## Rollista (i urval)
| - Gizem Erdogan – Pervin El Kaddouri - Aliette Opheim – Fatima Zukic - Nora Rios – Suleika "Sulle" Wasem - Amed Bozan – Husam El Kaddouri - Yussra El Abdouni – Lisha Wasem - Arvin Kananian – Nadir Al-Shahrani - Lancelot Ncube – Ibrahim "Ibbe" Haddad - William Legue – Omar Soudani - Simon Mezher – Suleiman Wasem - Amanda Sohrabi – Kerima - Albin Grenholm – Calle - Marcus Vögeli – Jakob Johannisson - Nils Wetterholm – Emil Johannisson | - Ala Riani – Tuba Wasem - Dennis Önder – Abu Jibril - Shada Helin-Sulhav – Miryam - Marcel Khouri – Ahmed Mohamedi - Monica Albornoz – Dolores - Camilla Larsson – Sara - Jonatan Qahoush – Khalaf - Caisa Ankarsparre – Nyhetsankare - Ali Jalal – Ali Chatik - Ahmad Srour – Emiren - Maria Alm Norell – Anna-Karin - Nadeem Srouji – Karwan |

## Avsnitt
Kalifat hade premiär på SVT1 och SVT Play den 12 januari 2020. På SVT Play släpptes de första tre avsnitten samma dag, medan avsnitt fyra och fem släpptes den 19 januari. Efteråt släpptes enskilda avsnitt varje söndag fram till premiären av det åttonde och sista avsnittet den 9 februari.
| Nr i serien | Titel       | Regissör          | Manus                            | Originalvisning |
| --- | ----------- | ----------------- | -------------------------------- | --------------- |
| 01 | "Avsnitt 1" | Goran Kapetanovic | Wilhelm Behrman Niklas Rockström | 12 januari 2020 |
| Pervin får en mobil och ett telefonnummer av sin norska vän Tine, strax innan denne blir arresterad av al-Khansaa-brigaden. Säpo-agenten Fatima blir nedgraderad till följd av ett allvarligt misstag. Hon får ett oroande samtal av Pervin, som vill ha hjälp med att fly tillbaka till Sverige med sin dotter. Fatima tvekar, men ändrar sig när Pervin berättar att hennes make och hans grupp av svenska jihadister planerar ett storskaligt terrordåd i Sverige. I skolan träffar den uttråkade Sulle elevassistenten Ibbe, som behandlar henne som en vuxen. |             |                   |                                  |                 |
| 02 | "Avsnitt 2" | Goran Kapetanovic | Wilhelm Behrman Niklas Rockström | 12 januari 2020 |
| Fatima lovar att hjälpa Pervin att fly från Syrien i utbyte mot att hon spionerar på sin man och ta reda på de svenska jihadisternas terrorplan. En av de svenska jihadisterna har redan återvänt till Sverige för att förbereda terrordådet. Samtidigt börjar Sulle och hennes bästa kompis Kerima umgås med Ibbe, som visar dem vägen till en ny, fascinerande värld. |             |                   |                                  |                 |
| 03 | "Avsnitt 3" | Goran Kapetanovic | Wilhelm Behrman Niklas Rockström | 12 januari 2020 |
| 04 | "Avsnitt 4" | Goran Kapetanovic | Wilhelm Behrman Niklas Rockström | 19 januari 2020 |
| 05 | "Avsnitt 5" | Goran Kapetanovic | Wilhelm Behrman Niklas Rockström | 19 januari 2020 |
| 06 | "Avsnitt 6" | Goran Kapetanovic | Wilhelm Behrman Niklas Rockström | 26 januari 2020 |
| 07 | "Avsnitt 7" | Goran Kapetanovic | Wilhelm Behrman Niklas Rockström | 2 februari 2020 |
| 08 | "Avsnitt 8" | Goran Kapetanovic | Wilhelm Behrman Niklas Rockström | 9 februari 2020 |

## Produktion

### Manus
Manusförfattaren Wilhelm Behrman fick idén till Kalifat 2015, när han såg en övervakningsbild från Gatwick flygplats på tre tonårstjejer, i brittiska tidningar kallade Bethnal Green trio(en), som var på väg till ar-Raqqah för att ansluta sig till IS. Han beskrev att bilden gjorde honom "bergtagen [...] den var så gripande och provocerande. Delvis för att flickorna var nästan exakt lika gamla som min egen dotter. Jag sparade ner den till min mobiltelefon och insåg att jag ville skriva något utifrån den." Ett gisslandrama i Paris gav sedan Behrman idén om att kombinera två berättelser. Han kontaktade manusförfattaren Niklas Rockström, som han tidigare samarbetat med i thrillerserien Innan vi dör, och tillsammans gjorde de research i samarbete med muslimska skriftlärda och imamer samt, enligt Behrman, "en bra Säpo-källa som har varit väldigt behjälplig". Efteråt skrev dem ihop en synopsis som presenterades först för produktionsbolaget Filmlance International, sedan för Sveriges Television. Båda nappade på projektet, och Netflix köpte visningsrättigheterna utanför de nordiska länderna.

### Rollfördelning
Den första säsongen regisserades av Goran Kapetanović, regissör bakom långfilmen Krig (2017) och den Guldbaggebelönade kortfilmen Min faster i Sarajevo (2016). Han lockades av seriens manus och skildring av ett "intressant" och "känsligt" samhällsämne, och hade som ambition att "utforska mekanismerna bakom radikaliseringen och att låta rollfigurerna driva berättelsen framåt". Kapetanović rekommenderade rollen som Fatima till Aliette Opheim, som dock tackade nej, dels för att hon "ville spela något annat än bara en polis" och dels för att manuset innehöll flera telefonscener som hon ansåg vara "så tekniskt och ensamt". Hon ändrade sitt beslut när hon fattade tycke för berättelsens ensemblespel och parallellhistorier som flätas samman. Hon kallade sin karaktär en "misslyckad Lisbeth Salander" som "gör en jävla massa fel och hon utnyttjar Pervin för sin egen karriärs skull." Rollen som Pervin El Kaddouri gick till Gizem Erdogan, tidigare Guldbaggenominerad för sin roll i långfilmen Dröm vidare (2017). Erdogan lockades till serien av Kapetanović, och beskrev sin karaktär som "komplex" och en "överlevare" som utvecklas "från att vara rädd till att bli mer och mer orädd". Hon jämförde Kalifat med TV-serien Scener ur ett äktenskap, "fast i Raqqa".
Teaterskådespelaren Amed Bozan tilldelades rollen som Pervins make Husam El Kaddouri, och som blev hans första filmroll. Han beskrev sin karaktär som "halvkriminell [...] men är ändå en juste kille egentligen. Fast med en enorm rotlöshet, en känsla av att inte tillhöra något." Inför rollen slutade Bozan raka sitt hår och skägg och gick ner 13 kilo på två månader. Han studerade även olika individer för att kunna porträttera en person med posttraumatiskt stressyndrom, "Att vara i nuet med en rollfigur som tappar verklighetsuppfattningen på grund av trauman och göra det äkta och autentiskt och att det även föds i nuet, var mycket svårt, men jag tror att jag lyckades bra med det." Nora Rios tilldelades rollen som Suleika Wasem, och beskrev sin karaktär som "väldigt sökande. En tonåring som söker efter sig själv, precis som alla tonåringar men hamnar i klorna på en manipulativ person med en dold agenda." Lancelot Ncube tilldelades rollen som elevassistenten och IS-kollaboratören Ibrahim Haddad, som islamologen Eli Göndör beskrev som "till skillnad från tjejerna, systematiskt ond [...] utifrån våra normer och värderingar. Han är en ond, manipulativ, cynisk människa."
Inför produktionen läste Erdogan och Rios Åsne Seierstads roman Två systrar (2016), som skildrar två radikaliserade systrar i Norge som planerar att resa ner till Syrien och delta i kriget mot Bashar al-Assad.

### Inspelning
Den första säsongen spelades in i Stockholm och i Amman i Jordanien under 3 månader mellan 2018 och 2019. Scenerna i ar-Raqqah spelades in i en förort till Amman under hösten 2018. Inspelningar skedde även i Katrineholm och i ett skjutfält utanför Hedemora. Tillsammans med filmfotografen Jonas Alarik ville Kapetanović med serien skapa "en dokumentär känsla. Det här kan inte vara någon amerikansk gullig eller pompös grej." Han tog även inspiration från tv-serien Gomorra, främst dess långa tagningar och råa, oglamorösa estetik.

## Kritisk respons
Kalifat möttes av mestadels god kritik bland recensenter, som hyllade dess regi, skådespeleri, spänning, tempo, realism och komplexa karaktärer. På Kritiker.se har serien fått genomsnittsbetyget 4,3 av 5, baserat på 7 recensioner.
Erdogans, Opheims och Rios rollframträdanden, liksom karaktärerna själva, hyllades unisont bland recensenter. Carl Petersson Moberg från Göteborgs-Posten gillade karaktärernas komplexitet och att skådespelerskorna "lyckas skapa kontakt med tittaren och med små medel förmedlar de sina karaktärers motiv och drivkrafter." Filmkritikern Jacob Lundström imponerades av Aliette Opheims "intensiva" och "pådrivande" skådespel och att hon lyckas "kombinera en exakt tajmning och vardaglig slängighet". Författaren Thomas Engström lyfte fram Amed Bozans prestation som "fullkomligt trollbindande", och att Bozan "stämplar varje scen där han medverkar med ett orubbligt äkthetsbevis." Malin Krutmeijer: från Helsingborgs Dagblad ansåg att Erdogans och Bozans "äktenskapsdrama är en film i sig." Kulturskribenten Rakel Chukri på Sydsvenskan uppskattade karaktärernas trovärdighet och att skådespelet ger ett "smörgåsbord av olika typer av IS-svenskar".
Vissa recensenter var mindre övertygande kring radikaliseringen av Sulle, Lisha och Kerima, som enligt Helena Lindblad från Dagens Nyheter "känns alldeles för hafsigt och ytligt gestaltad". Chukri ifrågasatte det snabba tidsperspektivet bakom radikaliseringen, men hon medgav att "det finns många typer av människor som har radikaliserats [...] det är 300 svenska medborgare som har anslutit sig till IS, så det finns 300 helt unika berättelser." Jan Söderqvist från Svenska Dagbladet betraktade Fatimas "programmatiska uppkäftighet" och Säpos "dold[a] agenda" som "genremässiga klichéer". Kjell Häglund från TV-dags ansåg att seriens parallellhistorier skildras "på ett mänskligt, personligt plan, vi kommer så nära varje skeende man kan komma..." Göndör imponerades av seriens "begreppsapparat", där vissa begrepp med olika betydelser "mals in och vävs in i en förortsretorik och förortsberättelse, och laddas med andra eller nya betydelser än de tidigare hade."
Mattias Bergqvist från Expressen gillade Alariks kameraarbete, särskilt närbilderna på karaktärerna som skapade en "påträngande och intim" känsla. Söderqvist kommenterade att Alariks handkamera "ger berättelsen en knyckig, orolig energi." Seriens miljöer har beskrivits som "klaustrofobiska" och "autentiska". Moberg ansåg att seriens miljöer "reduceras till den kvantitativa kriminalseriens estetik", men som också skapar "en mer autentisk känsla. Hemmen ser ut som att någon faktisk bor i dem." Katarina Emgård från Moviezine betraktade seriens musik som "nästintill mekanisk" och att miljöerna inte är "estetiskt tilltalande".

### Skildring av muslimer och islamisk fundamentalism
Redan innan Kalifat hade premiär blev dess tillkomst kritiserad från olika håll, och som enligt Behrman skapade två falanger: den ena som trodde att serien "relativiserade jihadistiskt våld och en slags romantisering av IS", den andra att den skulle bli "islamofobisk"." Helena Lindblad anmärkte att Kalifat kommer att öppna "en debatt om islamofobi i samband med reproducerade bilder av islamistisk terror, men samtidigt känns det onekligen befriande danskt med en serie som vågar vara rejält obekväm."
Jacob Sidenvall från Smålandsposten kallade serien för "ansvarslös", då den porträtterar IS trots att organisationen fortfarande finns kvar och att dess kollaboratörer fortfarande kan hota de svenskar som bekämpade dem, vilka tvingas hålla sig utanför offentligheten. Han medgav att serier såsom Kalifat "kan bidra till avmystifiering och bearbetning av trauman, men samtidigt är det förmätet att tänka sig att de är de enda reaktionerna som kan komma. SVT:s ganska aggressiva affischeringskampanj för serien lär riva upp sår hos personer som drabbats av kalifatets hänsynslösa utbredning. Vem tar ansvar för det? Hur reagerar offer och förövare, som båda finns mitt ibland oss?". Han sammanfattade med att kommentera att det är "bedrövande att se en mördarmaskin som fortfarande har motorn igång exploateras till en ”extrem” kuliss åt ett ytligt familjedrama."
Journalisten Bilan Osman skrev en debattartikel om serien på Göteborgs-Posten, där hon uppmärksammade att nästan ingen som bekänner sig till islam i TV-serien framställs som moderat muslim, utan nära nog alla med muslimsk bakgrund är antingen fundamentalister eller religionsmotståndare. Detta trots att majoriteten av verklighetens muslimer enligt henne är i mitten både politiskt och religiöst. Hon får stöd av gallupundersökningar som visar att majoriteten av världens muslimer är motståndare till IS, jihadism och hududstraff. Osman skriver att Kalifat "sätter fingret på ett av vår tids stora problem: den dualistiska porträtteringen av muslimer. För antingen är de (vi) förtryckare eller så förväntas de (vi) vara frihetskämpar. Detta återspeglar sig i ytterligheterna som utgör serien." Vidare anmärker Osman att serien "testar att utmana stereotyper, men faller stundtals platt då publiken inte i första hand är de som drabbas av dessa skildringar."
Anna Croneman, programchef på SVT Drama, försvarade serien med att säga att den inte gör "anspråk på att berätta hur det är att vara "muslim", eller att alls vara en berättelse om islam. Temat för berättelsen är fundamentalismen." Som svar på Osmans invändning kring seriens publik kommentarer Croneman: "det betyder egentligen att vi bara kan, eller får, berätta de historier som representerar majoriteten i publiken. Det är ett synsätt som jag inte kan acceptera." Författaren Ingemar Härd tolkar Cronemans synsätt med att den "krockar med principen som åberopas, om mångfaldens okränkbarhet och minoritetens rätt att höras. För vilken minoritet menar Croneman får sin rättmätiga representation i den här berättelsen? IS? Marginaliserade ”vita” trasproletära ungdomar? För det är definitivt inte våra genomsnittliga muslimska medborgare som har flytt från krig och förtryck för att nu återigen demoniseras." I en artikel på Dagens Nyheter besvarade Croneman kritiken på följande vis: "Vi (SVT) belyser ett tema i dramagenrens form och måste utgå ifrån att publiken klarar av att inte blanda ihop till exempel våldsbejakande extremister med vanliga människor. [...] Många muslimer är utsatta för en oacceptabel och omfattande rasism, och det är ett absolut krav att film- och tv-branschen släpper fram andra berättelser om muslimer än de om terrorism. Det åtagandet vilar tungt på SVT vilket inte är mer än rätt då vårt uppdrag är att finnas för alla."
Författaren Bengt Ohlsson erinrade att Kalifat "får mig att snudda vid den i min värld befängda tanken – att en TV-serie kan vara farlig, eftersom den sätter igång en virvel som kan ta vägen var som helst." Jiyan Behrozy från TTELA ansåg att serien "visar hur många muslimers verklighet har sett ut de senaste åren [...] hur maktlösa föräldrar med ickesvensk bakgrund kan vara, när de inte har någon aning om vad som sker i ungdomarnas vardag."
Ivar Arpi från Svenska Dagbladet drog paralleller av seriens skildring av jihadister med skildringen av nazister i den tyska krigsfilmen Das Boot (1981): "Skillnaden mellan Das Boot och Kalifat är väl att andra världskriget var förlorat när Das Boot kom ut, medan vårt krig med jihadismen fortfarande pågår. Ändå är det kanske just därför vi måste orka förstå. Orka sätta oss in i deras världsbild. Där är fiktionen ofta överlägsen verkligheten. SVT:s Kalifat är lättare att ta till sig än verklighetens. Genom en lins av overklighet blir ondskan mer lätthanterlig." Göndör ansåg att seriens karaktärer och deras livsöden "bär på flera laddningar", och för att förstå dessa laddningar, menar Göndör, så är det viktigt att veta att de människor som anslutit sig till IS "så innerligt [...] föraktar och hatar allt det som vår civilisation står för [...] Det är inte av en händelse som en människa bestämmer sig för att delta i ett brott och spränga människor i luften". Krönikören Anders Q Björkman kallade Kalifat för ett "ovanligt välgjort och spännande stycke dramatik" och att ifall serien skulle fortsätta med en andra säsong, ansåg Björkman att den borde fokusera mer på IS offer, främst yazidier och Mellanösterns kristna.
Chukri kommenterade att "Kalifat är inte en skildring av muslimer i Sverige. Det är en skildring av militanta islamister och radikaliseringsprocessen. Varför skulle den här serien ha en plikt att ge en realistisk och bred bild av hur det är att vara muslim i Sverige? Det kan väl andra serier skildra." Sociologidoktoranden Evin Ismail ansåg att serien återspeglar den svartvita världsbilden på muslimer och islam, som grundar sig på bristande information i Sverige, och att det krävs fler skildringar och öppna samtal för att förebygga negativa förutfattade meningar om muslimer och islam. Ismail utvecklar att "genom att vägra inordna sig i det svartvita tänkandet, genom att se de olika problemen och människoödena och genom att tvinga fram nyanserna, så kan vi alla bidra till att motverka extremismen. Det är just därför den här tv-serien är så oerhört viktig, ett första steg till att förstå dragningskraften i de extrema rörelserna."

## Säsong 2
Anna Croneman besvarade följande om seriens framtid, "Det finns ingen planerad säsong två. Dörren är absolut inte stängd, men det innebär så klart en stor utmaning att lyfta ytterligare, efter en så stark säsong." Både Erdogan och Rios har visat intresse för en andra säsong med sina respektive roller.